# António Sérgio de Sousa
António Sérgio de Sousa, primeiro e único visconde de Sérgio de Sousa, (19 de fevereiro de 1809 — 3 de maio de 1878) foi um militar, governador colonial e nobre de Portugal. Foi governador de Macau entre 1868 e 1872. Desempenhou também os cargos de governador de Angola e da Índia Portuguesa.